# キルギス・リーグ
キルギス・プレミアリーグ（英: Kyrgyz Premier League; キルギス語; Кыргыз премьер лигасы; 露: Кыргызская Премьер-лига）は、キルギス国内におけるサッカーリーグのトップディビジョンである。1992年創設。優勝クラブはAFCチャレンジリーグへの出場権を獲得する。

## 参加クラブ（2019シーズン）
| クラブ                     | ホームタウン | ホームスタジアム                           | 収容人数 |
| -------------------------- | ------------ | ------------------------------------------ | -------- |
| アブディシュ・アタ・カント | カント       | アブディシュ・アタ・スポーツコンプレックス | 3,000    |
| アカデミヤ・オシュ         | オシュ       | スユンバエフ・スタジアム                   | 11,200   |
| アライ・オシュ             | オシュ       | スユンバエフ・スタジアム                   | 11,200   |
| アルガ・ビシュケク         | ビシュケク   | ドレン・オムルザコフ・スタジアム           | 23,000   |
| ドルドイ・ビシュケク       | ビシュケク   | ドレン・オムルザコフ・スタジアム           | 23,000   |
| イルビルス・ビシュケク     | ビシュケク   | FC FFKRスタジアム                          | 1,000    |
| カラバルタ                 | カラバルタ   | マナス・スタジアム                         | 4,000    |
| ネフチ・コチコルアタ       | コチコルアタ | ネフチャーニク・コチコルアタ・スタジアム   | 5,000    |

## 歴代優勝クラブ

### ソビエト連邦時代（1934年-1991年）[1]
| - 1934：フルンゼ選抜チーム - 1935：ディナモ・フルンゼ - 1936：ブレヴェスニク・フルンゼ - 1937s：スパルタク・フルンゼ - 1937f：ブレヴェスニク・フルンゼ - 1938s：ディナモ・フルンゼ - 1938f：ディナモ・フルンゼ - 1939-44：未開催 - 1945：フルンゼ選抜チーム - 1946：スパルタク・フルンゼ - 1947：スパルタク・フルンゼ | - 1948：スパルタク・フルンゼ - 1949：ブレヴェスニク・フルンゼ - 1950：スパルタク・フルンゼ - 1951：フルンゼ選抜チーム - 1952：ディナモ・フルンゼ - 1953：オシュ州選抜チーム - 1954：フルンゼ選抜チーム - 1955：フルンゼ選抜チーム - 1956：フルンゼ選抜チーム - 1957：フルンゼ州選抜チーム - 1958：トルペド・フルンゼ | - 1959：トルペド・フルンゼ - 1960：SKIFフルンゼ - 1961：マイルー・スー選抜チーム - 1962：アルガ・カリーニン - 1963：アルガ・カリーニン - 1964：セリマシェベツ・フルンゼ - 1965：アルガ・カリーニン - 1966：セリマシェベツ・フルンゼ - 1967：アルガ・カリーニン - 1968：セリマシェベツ・フルンゼ - 1969：インストルメンタリシク | - 1970：セリマシェベツ・フルンゼ - 1971：エレクトリク・フルンゼ - 1972：セリマシェベツ・フルンゼ - 1973：セリマシェベツ・フルンゼ - 1974：テクスチーリシク・フルンゼ - 1975：インストルメンタリシク - 1976：ストロイーチェリ・ジャラル・アバド - 1977：セリマシェベツ・フルンゼ - 1978：インストルメンタリシク - 1979：セリマシェベツ・フルンゼ - 1980：インストルメンタリシク | - 1981：インストルメンタリシク - 1982：インストルメンタリシク - 1983：インストルメンタリシク - 1984：インストルメンタリシク - 1985：未開催 - 1986：セリマシェベツ・フルンゼ - 1987：セリマシェベツ・フルンゼ - 1988：セリマシェベツ・フルンゼ - 1989：セリマシェベツ・フルンゼ - 1990：セリマシェベツ・フルンゼ - 1991：セリマシェベツ・フルンゼ |

### 独立後（1992年-現在）[2]
- 1992：アルガ・ビシュケク
- 1993：アルガRIIFビシュケク
- 1994：FCカント・オイル
- 1995：FCカント・オイル
- 1996：FCメタルルグ・カダムジャイ
- 1997：ディナモ・ビシュケク
- 1998：CAGディナモMVDビシュケク
- 1999：CAGディナモ・ビシュケク
- 2000：SKA-PVOビシュケク
- 2001：SKA-PVOビシュケク
- 2002：SKA-PVOビシュケク
- 2003：FCジャシュトゥク・アク・アルトゥン・カラスー
- 2004：ドルドイ・ディナモ・ナルイン
- 2005：ドルドイ・ディナモ・ナルイン
- 2006：ドルドイ・ディナモ・ナルイン
- 2007：ドルドイ・ディナモ・ナルイン
- 2008：ドルドイ・ディナモ・ナルイン
- 2009：ドルドイ・ディナモ・ナルイン
- 2010：ネフチ・コチコルアタ
- 2011：ドルドイ・ビシュケク
- 2012：ドルドイ・ビシュケク
- 2013 : アライ・オシュ
- 2014 : ドルドイ・ビシュケク
- 2015 : アライ・オシュ
- 2016 : アライ・オシュ
- 2017 : アライ・オシュ
- 2018 : ドルドイ・ビシュケク
- 2019 : ドルドイ・ビシュケク
- 2020 : ドルドイ・ビシュケク
- 2021 : ドルドイ・ビシュケク

## 歴代得点王
| シーズン | 国籍                      | 選手                                          | 所属クラブ                                              | 得点 |
| -------- | ------------------------- | --------------------------------------------- | ------------------------------------------------------- | ---- |
| 1992     | キルギスの旗              | イーゴリ・セルゲーエフ                        | SKAドストゥク・ソクルク                                 | 26   |
| 1993     | キルギスの旗              | ダヴロン・ババエフ                            | ディナモ・アライ・オシュ                                | 38   |
| 1994     | キルギスの旗              | アレクサンドル・メルズリキン                  | カント・オイル                                          | 25   |
| 1995     | キルギスの旗              | アレクサンドル・メルズリキン                  | カント・オイル                                          | 27   |
| 1996     | キルギスの旗              | アレクサンドル・メルズリキン                  | AiKビシュケク                                           | 17   |
| 1997     | キルギスの旗              | ファルハト・ハイトバエフ                      | KVTディナモ・カラバルタ                                 | 17   |
| 1998     | キルギスの旗              | セルゲイ・ガイジトディノフ                    | セメテイ・クズル・キヤ                                  | 23   |
| 1999     | キルギスの旗              | イスマイル・マリコフ                          | ジャシュトゥク・アク・アルトゥン・カラスー              | 16   |
| 2000     | キルギスの旗              | ヴァレリー・ベレゾフスキー                    | SKA-PVOビシュケク                                       | 32   |
| 2001     | キルギスの旗              | ヌルラン・ラジャバリエフ                      | ジャシュトゥク・アク・アルトゥン・カラスー              | 28   |
| 2002     | キルギスの旗              | イェフゲニー・ボルディギン                    | ジャシュトゥク・アク・アルトゥン・カラスー              | 19   |
| 2003     | キルギスの旗              | ロマン・コルニーロフ                          | SKA-PVOビシュケク                                       | 39   |
| 2004     | キルギスの旗              | ザミルベク・ジュマグロフ                      | ドルドイ・ディナモ・ナルイン                            | 28   |
| 2005     | キルギスの旗              | イェフゲニー・ボルディギン                    | ザシュチクAKアルティン・カラスウ                        | 23   |
| 2006     | キルギスの旗              | ヴャチェスラフ・プリャニシュニコフ            | アブディシュ・アタ・カント                              | 24   |
| 2007     | キルギスの旗              | アルマズベク・ミルザリエフ                    | アブディシュ・アタ・カント                              | 21   |
| 2008     | キルギスの旗 · ガーナの旗 | フルシト・ルトフッラエフ デイヴィッド・テテー | アブディシュ・アタ・カント ドルドイ・ディナモ・ナルイン | 13   |
| 2009     | ロシアの旗                | マクシム・クレトフ                            | ドルドイ・ディナモ・ナルイン                            | 21   |
| 2010     | キルギスの旗              | タライベク・ジュマタエフ                      | FKネフチ・コチコルアタ                                  | 15   |
| 2011     | キルギスの旗              | ヴラジーミル・ヴェレフキン                    | FKアルガ・ビシュケク                                    | 12   |
| 2012     | キルギスの旗              | カユムジャン・シャリポフ                      | FCドルドイ・ビシュケク                                  | 17   |
| 2013     | キルギスの旗              | アルマズベク・ミルザリエフ                    | アブディシュアタ・カント                                | 20   |
| 2014     | パキスタンの旗            | カリームッラー・カーン                        | ドルドイ・ビシュケク                                    | 18   |
| 2015     | ギニアの旗                | アリア・シラ                                  | アライ・オシュ                                          | 17   |
| 2016     | ギニアの旗                | アリア・シラ                                  | アライ・オシュ                                          | 21   |
| 2017     | ギニアの旗                | アリア・シラ                                  | アライ・オシュ                                          | 12   |
| 2018     | ガーナの旗                | ジョエル・コジョ                              | アライ・オシュ                                          | 26   |